# Wanda M. Krajewska
Wanda Małgorzata Krajewska (ur. 2 sierpnia 1948 w Łodzi) – polska biochemiczka, profesor nauk biologicznych specjalizująca się w biochemii jądra komórkowego             i transformacji nowotworowej.

## Życiorys
Jest absolwentką (cum laude) Uniwersytetu Łódzkiego (1971). W 1977 obroniła pracę doktorską, w 1984 habilitowała się. W 1997 otrzymała tytuł profesorski z zakresu nauk biologicznych.
Była nauczycielem akademickim na Uniwersytecie Łódzkim jako asystent (1971–1977),  adiunkt (1977–1985), docent (1986–1990), profesor nadzw. (1990–1999), prof. zw. (2000 - 2021). Wypromowała 10 doktorów.
W latach 1993–2018 była kierownikiem Katedry Cytobiochemii UŁ. W latach 1987–1990 była prodziekanem, a następnie, w latach 1993–1996 dziekanem Wydziału Biologii i Nauk o Ziemi UŁ.  W latach 1996–2002 pełniła funkcję prorektora UŁ ds. nauki i pierwszego zastępcy rektora. W latach 2010–2018 koordynowała współpracę UŁ z uczelniami amerykańskimi The Visiting Research Graduate Traineeship Program pod patronatem Komisji Fulbrighta.
Odbyła długoterminowe staże w USA (Uniwersytet Vanderbilta w Nashville, Uniwersytet Vermontu w Burlington). Jest sekretarzem generalnym Łódzkiego Towarzystwa Naukowego (od 1993 jego członkiem). Od 1972 należy do Polskiego Towarzystwa Biochemicznego, od 1983 do Polskiego Towarzystwa Onkologicznego, od 1993 do Polskiego Towarzystwa Biologii Komórki, od 1995 Polskiego Towarzystwa Przyrodników im. Mikołaja Kopernika.
Jest autorką lub współautorką ponad 150 prac naukowych. Współpracowała m.in. Uniwersytetem Wirginijskim, Uniwersytetem Chicagowskim, Uniwersytetem w Nowym Meksyku, Uniwersytetem Kopenhaskim, Uniwersytetem Justusa Liebiga w Giessen w Niemczech oraz Czechosłowacką Akademią Nauk. Działała w Komisji Okręgowej Olimpiady Biologicznej przy Oddziale Polskiego Towarzystwa Przyrodników im. Mikołaja Kopernika w Łodzi.
Była członkiem Zespołu Specjalistycznego Nauk o Życiu Ministra Nauki i Szkolnictwa Wyższego (2017–2018), Zespołu Nauk Przyrodniczych Komisji Ekspertów Ministra Nauki i Szkolnictwa Wyższego (2011–2013), Zespołu Komitetu Badań Naukowych Ministerstwa Nauki i Szkolnictwa Wyższego (2001–2011), Centralnej Komisji do Spraw Stopni i Tytułów (2003–2006), Working Group in Medical Genetics UNESCO (2002–2006), Rady ds. Szkolnictwa Wyższego i Nauki przy Prezydencie Miasta Łodzi (1996–2020; przewodnicząca w latach 2013–2020), Rady Naukowej Instytutu Badania Środowiska i Bioanalizy Wydziału Farmacji Akademii Medycznej w Łodzi (1991–2002), Rady Naukowej Zakładu Amin Biogennych PAN (1999–2003),  Rady Naukowej Instytutu Biologii Medycznej PAN (2008–2023), Komitetu Biochemii i Biofizyki PAN/Komitetu Biologii Molekularnej Komórki PAN (2007–2019), Rady Towarzystw Naukowych przy Prezydium PAN (2015–2018).
Za działalność dydaktyczną i organizacyjną otrzymała 18 indywidualnych nagród Rektora UŁ oraz 2 nagrody za współautorstwo podręczników (2000, 2003). Za osiągnięcia naukowe uhonorowana została nagrodą indywidualną (1985) oraz zespołową (2005)  Ministra Nauki i Szkolnictwa Wyższego oraz 14 nagrodami zespołowymi oraz 2 indywidualnymi (1978, 2017) Rektora UŁ. W 2006 była członkinią zespołu wyróżnionego nagrodą „Łódzkie Eureka”. Jest laureatką wyróżnienia zespołowego Wydziału Nauk Biologicznych PAN (1984) i nagrody zespołowej Sekretarza Naukowego PAN (1981). W 2010 była laureatką plebiscytu NZS Regionu Łódzkiego na najlepszego wykładowcę roku na Wydziale Biologii i Ochrony Środowiska UŁ.

## Odznaczenia i wyróżnienia
- Złota Odznaka Uniwersytetu Łódzkiego (1991)
- Złoty Krzyż Zasługi (1993)
- Medal Uniwersytetu Łódzkiego „W Służbie Społeczeństwu i Nauce” (1996)
- Medal Komisji Edukacji Narodowej (2000)
- Krzyż Kawalerski Orderu Odrodzenia Polski (2005)
- Odznaka „Za Zasługi dla Miasta Łodzi” (2006)
- Medal Łódzkiego Towarzystwa Naukowego (2013)[3]
- Medal "Universitatis Lodziensis Merentibus" (2021)